# Jesper Ryberg
Jesper Ryberg (født 7. april 1968 i København) er en dansk dr.phil. og professor ved RUC. Ryberg er søn af kgl. solodanser Flemming Ryberg og hustru Lisbeth f. Lemvigh-Müller. Jesper Ryberg er gift med lektor Charlotte Ryberg.

## Baggrund og karriere
Ryberg blev student i 1986 hvorefter han begyndte at studere filosofi på Københavns Universitet. Han blev exam.art. i 1988 og i 1991 kandidat. Efter fortsatte studier i København og på Oxford Universitet blev han i 1997 ph.d. fra Københavns Universitet, og han blev i 2003 dr.phil. I 2001 blev han ansat som lektor ved RUC og i 2003 professor i etik og retsfilosofi samme sted.

## Forskningsområder
Ryberg koncentrerer sin forskning om især den anvendte etik og neuroetik herunder etiske spørgsmål, der rejser sig i forbindelse med retssystemets virke. Endvidere har han interesse for dele af den moderne moralpsykologi.
Ryberg er leder af forskningsgruppen Research Group for Criminal Justice Ethics ved Roskilde Universitet. Endvidere er han leder af forskningsprojektet Neuroethics and Criminal Justice, der er støttet af det Forskningsrådet for Kultur og Kommunikation.

## Hæder
- 2011: EliteForsk-prisen, Uddannelses- og Forskningsministeriet[1]
- 2012: Dansk Magisterforenings Forskningspris[2]
- 2013: Forskningskommunikationsprisen
- 2014: Carlsbergfondets Forskningspris

## Udgivelser
Liste over udgivelser af Jesper Ryberg: https://ryberg.wixsite.com/jesper/publications